# EXKi
EXKi is een Belgische keten van fastfoodrestaurants, die inzet op duurzame en gezonde voeding. De keten heeft restaurants in verschillende Belgische steden, maar ook in het buitenland. EXKi biedt gezonde en verse kant-en-klaarmaaltijden aan en hecht belang aan duurzaamheid.

## Geschiedenis
De keten werd opgericht in 2000 door de drie vrienden Frédéric Rouvez, Nicolas Steisel en Arnoud de Meeus. In 2001 opende het eerste restaurant in een pand aan de Naamsepoort in Brussel. In september van dat jaar opende een tweede zaak in de Brusselse Nieuwstraat. In januari 2002 trok men ook buiten Brussel, met de opening van het derde filiaal in Antwerpen aan de De Keyserlei. In 2004 opende een eerste buitenlandse zaak in Turijn in Italië. Dat jaar en in 2005 openden nog meerdere restaurants in België en Turijn. In 2006 startte men een restaurant aan de Parijse Boulevard des Italiens. De volgende jaren volgde nog restaurants in het groothertogdom Luxemburg, België, Frankrijk en in enkele internationale luchthavens.
Sinds 2011 is EXKi ook in Nederland gevestigd met een restaurant in Den Haag. In 2014 volgde een eerste restaurant in de Verenigde Staten, namelijk in New York. In 2017 werden de twee restaurants in New York gesloten en trok Exki zich helemaal terug uit de Verenigde Staten. In 2018 werd de stap naar Duitsland gemaakt en werd het eerste Duitse restaurant geopend in Keulen. Daarnaast werd in dat jaar een restaurant in Spanje in Barcelona geopend.
In 2018 had EXKi 96 filialen, waarvan 40 in België. Van de Belgische vestigingen waren 24 eigen filialen en 16 werden geëxploiteerd door franchisenemers. In 2017 behaalde de keten een omzet €138 miljoen met 1.400 medewerkers.
Aandeelhouders van EXKi zijn (stand 2020): Frédéric Rouvez, de familie Dossche (67%) en Iris Belgium (18%). Vierde aandeelhouder, Nicolas Steisel, heeft zijn aandelenbezit (8,9%) verkocht aan de drie overige aandeelhouders.